# Puchar Wyszehradzki w hokeju na lodzie (2019/2020)
Puchar Wyszehradzki w hokeju na lodzie 2019/2020 – była to trzecia edycja klubowego turnieju w hokeju na lodzie, w którym mogą występować drużyny grające w rozgrywkach ligowych grupy wyszehradzkiej.
Do rozgrywki przystąpiło osiem klubów przydzielonych do dwóch czterozespołowych grup. Rozgrywki trwają od 13 sierpnia 2019 do 16 stycznia 2020. Po raz pierwszy w rozgrywkach wzięły udział zespoły z Polski: JKH GKS Jastrzębie, GKS Katowice oraz Podhale Nowy Targ.

## Uczestnicy
| Drużyna            | Miasto           | Liga                                   |
| ------------------ | ---------------- | -------------------------------------- |
| HC Poruba          | Poruba           | 1. liga czeska w hokeju na lodzie      |
| GKS Katowice       | Katowice         | Ekstraliga polska w hokeju na lodzie   |
| JKH GKS Jastrzębie | Jastrzębie-Zdrój | Ekstraliga polska w hokeju na lodzie   |
| Podhale Nowy Targ  | Nowy Targ        | Ekstraliga polska w hokeju na lodzie   |
| HK Nitra           | Nitra            | Ekstraliga słowacka w hokeju na lodzie |
| HC 07 Detva        | Detva            | Ekstraliga słowacka w hokeju na lodzie |
| FTC-Telekom        | Budapeszt        | Erste Liga                             |
| UTE                | Budapeszt        | Magyar jégkorongbajnokság              |

## Terminarz
| Faza           | Runda        | Pierwszy mecz                     | Drugi mecz                        |
| -------------- | ------------ | --------------------------------- | --------------------------------- |
| Faza grupowa   | Faza grupowa | od 13 sierpnia do 6 września 2019 | od 13 sierpnia do 6 września 2019 |
| Faza pucharowa | Ćwierćfinały | 2-14 października 2019            | 15-29 października 2019           |
| Faza pucharowa | Półfinały    | 2-3 listopada 2019                | 14-19 listopada 2019              |
| Faza pucharowa | Finał        | 8 stycznia 2020                   | 16 stycznia 2020                  |

## Faza grupowa

### Grupa A
| Lp. | Zespół             | M | Pkt | Z | WpD | PpD | P | G+ | G- | +/- |
| --- | ------------------ | - | --- | - | --- | --- | - | -- | -- | --- |
| 1   | JKH GKS Jastrzębie | 3 | 9   | 3 | 0   | 0   | 0 | 12 | 6  | +6  |
| 2   | HK Nitra           | 3 | 6   | 2 | 0   | 0   | 1 | 9  | 9  | 0   |
| 3   | GKS Katowice       | 3 | 3   | 1 | 0   | 0   | 2 | 6  | 8  | -2  |
| 4   | FTC-Telekom        | 3 | 0   | 0 | 0   | 0   | 3 | 7  | 11 | -4  |

| 16 sierpnia 2019 | JKH GKS Jastrzębie | 3:0 | GKS Katowice | Jastor, Jastrzębie-Zdrój |

| Szczegóły      | Szczegóły  | Szczegóły       | Szczegóły  | Szczegóły   |
| -------------- | ---------- | --------------- | ---------- | ----------- |
| Godzina: 19:00 |            | (0:0, 2:0, 1:0) |            | Widzów: 550 |
| Godzina: 19:00 | 8 min. kar |                 | 4 min. kar | Widzów: 550 |

| 23 sierpnia 2019 | HK Nitra | 3:2 | FTC-Telekom | Nitra Aréna, Nitra |

| Szczegóły      | Szczegóły  | Szczegóły       | Szczegóły   | Szczegóły                               |
| -------------- | ---------- | --------------- | ----------- | --------------------------------------- |
| Godzina: 18:00 |            | (0:0, 0:1, 3:1) |             | Widzów: 1272 Sędzia główny: Daniel Konc |
| Godzina: 18:00 | 6 min. kar |                 | 10 min. kar | Widzów: 1272 Sędzia główny: Daniel Konc |

| 27 sierpnia 2019 | GKS Katowice | 2:3 | HK Nitra | Nitra Aréna, Nitra |

| Szczegóły      | Szczegóły  | Szczegóły       | Szczegóły  | Szczegóły                               |
| -------------- | ---------- | --------------- | ---------- | --------------------------------------- |
| Godzina: 18:00 |            | (1:1, 1:2, 0:0) |            | Widzów: 1127 Sędzia główny: Daniel Konc |
| Godzina: 18:00 | 6 min. kar |                 | 4 min. kar | Widzów: 1127 Sędzia główny: Daniel Konc |

| 30 sierpnia 2019 | HK Nitra | 3:5 | JKH GKS Jastrzębie | Nitra Aréna, Nitra |

| Szczegóły      | Szczegóły   | Szczegóły       | Szczegóły   | Szczegóły    |
| -------------- | ----------- | --------------- | ----------- | ------------ |
| Godzina: 18:00 |             | (0:1, 2:1, 1:3) |             | Widzów: 1072 |
| Godzina: 18:00 | 12 min. kar |                 | 16 min. kar | Widzów: 1072 |

| 3 września 2019 | JKH GKS Jastrzębie | 4:3 | FTC-Telekom | Jastor, Jastrzębie-Zdrój |

| Szczegóły      | Szczegóły   | Szczegóły       | Szczegóły   | Szczegóły   |
| -------------- | ----------- | --------------- | ----------- | ----------- |
| Godzina: 19:00 |             | (1:0, 2:0, 1:3) |             | Widzów: 350 |
| Godzina: 19:00 | 12 min. kar |                 | 18 min. kar | Widzów: 350 |

| 6 września 2019 | FTC-Telekom | 2:4 | GKS Katowice | Pesterzsébet Jégscarnok, Budapeszt |

| Szczegóły      | Szczegóły  | Szczegóły       | Szczegóły  | Szczegóły                                                                                               |
| -------------- | ---------- | --------------- | ---------- | --- |
| Godzina: 18:30 |            | (0:1, 2:0, 0:3) |            | Widzów: 283 Sędzia główny: Gergely Kincses László Gangel Sędziowie liniowi: Norbert Muzsik Bence Kövesi |
| Godzina: 18:30 | 8 min. kar |                 | 8 min. kar | Widzów: 283 Sędzia główny: Gergely Kincses László Gangel Sędziowie liniowi: Norbert Muzsik Bence Kövesi |

### Grupa B
| Lp. | Zespół            | M | Pkt | Z | WpD | PpD | P | G+ | G- | +/- |
| --- | ----------------- | - | --- | - | --- | --- | - | -- | -- | --- |
| 1   | HC Poruba         | 3 | 6   | 2 | 0   | 0   | 1 | 10 | 4  | +6  |
| 2   | HC 07 Detva       | 3 | 6   | 2 | 0   | 0   | 1 | 10 | 6  | +4  |
| 3   | Podhale Nowy Targ | 3 | 5   | 1 | 1   | 0   | 1 | 7  | 5  | +2  |
| 4   | UTE               | 3 | 1   | 0 | 0   | 1   | 2 | 2  | 14 | -12 |

| 13 sierpnia 2019 | HC 07 Detva | 3:1 | HC Poruba | Zimný štadión Detva, Detva |

| Szczegóły      | Szczegóły   | Szczegóły       | Szczegóły   | Szczegóły   |
| -------------- | ----------- | --------------- | ----------- | ----------- |
| Godzina: 18:00 |             | (1:1, 2:0, 0:0) |             | Widzów: 334 |
| Godzina: 18:00 | 24 min. kar |                 | 16 min. kar | Widzów: 334 |

| 20 sierpnia 2019 | HC 07 Detva | 6:1 | UTE | Zimný štadión Detva, Detva |

| Szczegóły      | Szczegóły   | Szczegóły       | Szczegóły   | Szczegóły   |
| -------------- | ----------- | --------------- | ----------- | ----------- |
| Godzina: 18:00 |             | (2:0, 1:1, 3:0) |             | Widzów: 180 |
| Godzina: 18:00 | 31 min. kar |                 | 37 min. kar | Widzów: 180 |

| 21 sierpnia 2019 | HC Poruba | 3:1 | Podhale Nowy Targ | Zimní stadion Ostrava-Poruba, Ostrawa |

| Szczegóły      | Szczegóły   | Szczegóły       | Szczegóły   | Szczegóły   |
| -------------- | ----------- | --------------- | ----------- | ----------- |
| Godzina: 18:00 |             | (2:1, 0:0, 1:0) |             | Widzów: 529 |
| Godzina: 18:00 | 10 min. kar |                 | 16 min. kar | Widzów: 529 |

| 24 sierpnia 2019 | Podhale Nowy Targ | 4:1 | HC 07 Detva | Miejska Hala Lodowa, Nowy Targ |

| Szczegóły      | Szczegóły  | Szczegóły       | Szczegóły  | Szczegóły   |
| -------------- | ---------- | --------------- | ---------- | ----------- |
| Godzina: 18:00 |            | (1:0, 1:1, 2:0) |            | Widzów: 550 |
| Godzina: 18:00 | 4 min. kar |                 | 8 min. kar | Widzów: 550 |

| 27 sierpnia 2019 | HC Poruba | 6:0 | UTE | Zimní stadion Ostrava-Poruba, Ostrawa |

| Szczegóły      | Szczegóły  | Szczegóły       | Szczegóły   | Szczegóły |
| -------------- | ---------- | --------------- | ----------- | --------- |
| Godzina: 18:00 |            | (0:0, 2:0, 4:0) |             |           |
| Godzina: 18:00 | 8 min. kar |                 | 30 min. kar |           |

| 31 sierpnia 2019 | UTE | 1:2 pd. | Podhale Nowy Targ | Újpesti Jégscarnok, Budapeszt |

| Szczegóły      | Szczegóły  | Szczegóły            | Szczegóły   | Szczegóły                                                                                                 |
| -------------- | ---------- | -------------------- | ----------- | --- |
| Godzina: 18:30 |            | (0:0, 0:0, 1:1, 0:1) |             | Widzów: 602 Sędzia główny: Gergely Kincses Dániel Rencz Sędziowie liniowi: Alfréd Kedves Barna Kis-Király |
| Godzina: 18:30 | 8 min. kar |                      | 12 min. kar | Widzów: 602 Sędzia główny: Gergely Kincses Dániel Rencz Sędziowie liniowi: Alfréd Kedves Barna Kis-Király |

### Klasyfikacja ogólna
| Lp. | Zespół             | M | Pkt | Z | Zd | Pd | P | G+ | G- | +/− |
| --- | ------------------ | - | --- | - | -- | -- | - | -- | -- | --- |
| 1   | JKH GKS Jastrzębie | 3 | 9   | 3 | 0  | 0  | 0 | 12 | 6  | +6  |
| 2   | HC Poruba          | 3 | 6   | 2 | 0  | 0  | 1 | 10 | 4  | +6  |
| 3   | HC 07 Detva        | 3 | 6   | 2 | 0  | 0  | 1 | 10 | 6  | +4  |
| 4   | HK Nitra           | 3 | 6   | 2 | 0  | 0  | 1 | 9  | 9  | 0   |
| 5   | Podhale Nowy Targ  | 3 | 5   | 1 | 1  | 0  | 1 | 7  | 5  | +2  |
| 6   | GKS Katowice       | 3 | 3   | 1 | 0  | 0  | 2 | 6  | 8  | -2  |
| 7   | UTE                | 3 | 1   | 0 | 0  | 1  | 2 | 2  | 14 | -12 |
| 8   | FTC-Telekom        | 3 | 0   | 0 | 0  | 0  | 3 | 7  | 11 | -4  |

## Faza pucharowa

### 1/4 finału
| 2 października 2019 | HC 07 Detva | 1:2 | GKS Katowice | Zimný štadión Detva, Detva |

| Szczegóły      | Szczegóły            | Szczegóły       | Szczegóły                                      | Szczegóły |
| -------------- | -------------------- | --------------- | ---------------------------------------------- | --------- |
| Godzina: 18:00 | M. Surový (SH) 28:14 | (0:1, 1:0, 0:1) | 09:12 (EQ) T. Da Costa 47:27 (EQ) M. Franssila |           |
| Godzina: 18:00 | 2 min. kar           |                 | 8 min. kar                                     |           |

| 8 października 2019 | Podhale Nowy Targ | 3:3 | HK Nitra | Miejska Hala Lodowa, Nowy Targ |

| Szczegóły      | Szczegóły   | Szczegóły       | Szczegóły   | Szczegóły                                  |
| -------------- | ----------- | --------------- | ----------- | ------------------------------------------ |
| Godzina: 18:00 |             | (1:1, 0:1, 2:1) |             | Widzów: 400 Sędzia główny: Przemysław Kępa |
| Godzina: 18:00 | 28 min. kar |                 | 18 min. kar | Widzów: 400 Sędzia główny: Przemysław Kępa |

| 8 października 2019 | UTE | 2:9 | JKH GKS Jastrzębie | Újpesti Jégscarnok, Budapeszt |

| Szczegóły      | Szczegóły   | Szczegóły       | Szczegóły   | Szczegóły                                                                                          |
| -------------- | ----------- | --------------- | ----------- | -------------------------------------------------------------------------------------------------- |
| Godzina: 19:00 |             | (1:1, 1:4, 0:4) |             | Widzów: 303 Sędzia główny: Miklós Haszonits Márk Kókai Sędziowie liniowi: Áron Soltész Dávid Szabó |
| Godzina: 19:00 | 72 min. kar |                 | 35 min. kar | Widzów: 303 Sędzia główny: Miklós Haszonits Márk Kókai Sędziowie liniowi: Áron Soltész Dávid Szabó |

| 14 października 2019 | FTC-Telekom | 2:1 | HC Poruba | Pesterzsébet Jégscarnok, Budapeszt |

| Szczegóły      | Szczegóły   | Szczegóły       | Szczegóły   | Szczegóły                                                                                               |
| -------------- | ----------- | --------------- | ----------- | --- |
| Godzina: 18:00 |             | (1:0, 0:0, 1:1) |             | Widzów: 213 Sędzia główny: Márk Kókai Dániel Rencz Sędziowie liniowi: Botond György Pálkövi Dávid Váczi |
| Godzina: 18:00 | 10 min. kar |                 | 12 min. kar | Widzów: 213 Sędzia główny: Márk Kókai Dániel Rencz Sędziowie liniowi: Botond György Pálkövi Dávid Váczi |

| 15 października 2019 | JKH GKS Jastrzębie | 4:0 | UTE | Jastor, Jastrzębie-Zdrój |

| Szczegóły      | Szczegóły                                                                                    | Szczegóły       | Szczegóły   | Szczegóły   |
| -------------- | -------------------------------------------------------------------------------------------- | --------------- | ----------- | ----------- |
| Godzina: 18:00 | H. Jabornik (PP) 03:00 M. Urbanowicz (EQ) 09:11 R. Nalewajka (EQ) 11:40 K. Wróbel (EQ) 58:09 | (3:0, 0:0, 1:0) |             | Widzów: 250 |
| Godzina: 18:00 | 12 min. kar                                                                                  |                 | 68 min. kar | Widzów: 250 |

| 15 października 2019 | GKS Katowice | 3:3 pd. | HC 07 Detva | Satelita, Katowice |

| Szczegóły      | Szczegóły                                                        | Szczegóły            | Szczegóły                                                    | Szczegóły   |
| -------------- | ---------------------------------------------------------------- | -------------------- | ------------------------------------------------------------ | ----------- |
| Godzina: 18:00 | G. Pasiut (SH) 46:17 T. Da Costa (EQ) 58:02 G. Pasiut (EQ) 64:58 | (0:1, 0:2, 2:0, 1:0) | 12:26 (EQ) P. Zuzin 32:34 (EQ) R. Gašpar 34:18 (EQ) V. Čacho | Widzów: 550 |
| Godzina: 18:00 | 8 min. kar                                                       |                      | 10 min. kar                                                  | Widzów: 550 |

| 15 października 2019 | HK Nitra | 4:1 | Podhale Nowy Targ | Nitra Aréna, Nitra |

| Szczegóły      | Szczegóły  | Szczegóły       | Szczegóły  | Szczegóły                               |
| -------------- | ---------- | --------------- | ---------- | --------------------------------------- |
| Godzina: 18:00 |            | (1:0, 0:0, 3:1) |            | Widzów: 1021 Sędzia główny: Daniel Konc |
| Godzina: 18:00 | 2 min. kar |                 | 6 min. kar | Widzów: 1021 Sędzia główny: Daniel Konc |

| 29 października 2019 | HC Poruba | 5:2 | FTC-Telekom | Zimní stadion Ostrava-Poruba, Ostrawa |

| Szczegóły      | Szczegóły  | Szczegóły       | Szczegóły  | Szczegóły   |
| -------------- | ---------- | --------------- | ---------- | ----------- |
| Godzina: 18:00 |            | (0:1, 3:0, 2:1) |            | Widzów: 487 |
| Godzina: 18:00 | 8 min. kar |                 | 6 min. kar | Widzów: 487 |

### 1/2 finału
| 2 listopada 2019 | JKH GKS Jastrzębie | 2:0 | GKS Katowice | Jastor, Jastrzębie-Zdrój |

| Szczegóły      | Szczegóły                                 | Szczegóły       | Szczegóły  | Szczegóły |
| -------------- | ----------------------------------------- | --------------- | ---------- | --------- |
| Godzina: 18:30 | R. Sawicki (EQ) 42:31 K. Górny (EN) 59:01 | (0:0, 0:0, 2:0) |            |           |
| Godzina: 18:30 | 6 min. kar                                |                 | 2 min. kar |           |

| 3 listopada 2019 | GKS Katowice | 2:3 | JKH GKS Jastrzębie | Satelita, Katowice |

| Szczegóły      | Szczegóły                                  | Szczegóły       | Szczegóły                                                           | Szczegóły |
| -------------- | ------------------------------------------ | --------------- | ------------------------------------------------------------------- | --------- |
| Godzina: 17:00 | J. Makkonen (PP) 50:46 N. Lähde (PP) 58:04 | (0:1, 0:0, 2:2) | 15:37 (EQ)R. Sawicki 45:07 (PP) A. Iossafov 47:26 (EQ) M. Kasperlík |           |
| Godzina: 17:00 | 4 min. kar                                 |                 | 8 min. kar                                                          |           |

| 14 listopada 2019 | HC Poruba | 2:4 | HK Nitra | Zimní stadion Ostrava-Poruba, Ostrawa |

| Szczegóły      | Szczegóły   | Szczegóły       | Szczegóły   | Szczegóły |
| -------------- | ----------- | --------------- | ----------- | --------- |
| Godzina: 18:00 |             | (1:2, 1:1, 0:1) |             |           |
| Godzina: 18:00 | 12 min. kar |                 | 12 min. kar |           |

| 19 listopada 2019 | HK Nitra | 1:0 | HC Poruba | Nitra Aréna, Nitra |

| Szczegóły      | Szczegóły             | Szczegóły       | Szczegóły   | Szczegóły    |
| -------------- | --------------------- | --------------- | ----------- | ------------ |
| Godzina: 18:00 | J. Minárik (EQ) 25:04 | (0:0, 1:0, 0:0) |             | Widzów: 1147 |
| Godzina: 18:00 | 8 min. kar            |                 | 24 min. kar | Widzów: 1147 |

### Finał
| 8 stycznia 2020 | HK Nitra | 2:3 | JKH GKS Jastrzębie | Nitra Aréna, Nitra |

| Szczegóły      | Szczegóły                                | Szczegóły       | Szczegóły                                                    | Szczegóły                               |
| -------------- | ---------------------------------------- | --------------- | ------------------------------------------------------------ | --------------------------------------- |
| Godzina: 18:00 | L. Scheidl (PP) 02:46 P. Koyš (EQ) 40:14 | (1:1, 0:2, 1:0) | 05:09 (EQ) Ł. Nalewajka 28:23 (EQ) D. Paś 35:12 (EQ) M. Jass | Widzów: 1211 Sędzia główny: Daniel Konc |
| Godzina: 18:00 | 2 min. kar                               |                 | 6 min. kar                                                   | Widzów: 1211 Sędzia główny: Daniel Konc |

| 16 stycznia 2020 | JKH GKS Jastrzębie | 2:2 | HK Nitra | Jastor, Jastrzębie-Zdrój |

| Szczegóły      | Szczegóły                                          | Szczegóły       | Szczegóły                                 | Szczegóły                                                                                                 |
| -------------- | -------------------------------------------------- | --------------- | ----------------------------------------- | --- |
| Godzina: 18:00 | M. Urbanowicz (PP2) 39:59 M. Kasperlík (PP2) 40:57 | (0:0, 1:2, 1:0) | 22:22 (EQ) A. Sloboda 31:19 (PP) S. Buček | Widzów: 700 Sędzia główny: Michał Baca Krzysztof Kozłowski Sędziowie liniowi: Paweł Kosidło Mateusz Bucki |
| Godzina: 18:00 | 18 min. kar                                        |                 | 26 min. kar                               | Widzów: 700 Sędzia główny: Michał Baca Krzysztof Kozłowski Sędziowie liniowi: Paweł Kosidło Mateusz Bucki |